# Derambila catharina
Derambila catharina là một loài bướm đêm trong họ Geometridae.